# Pallone d'oro 2005

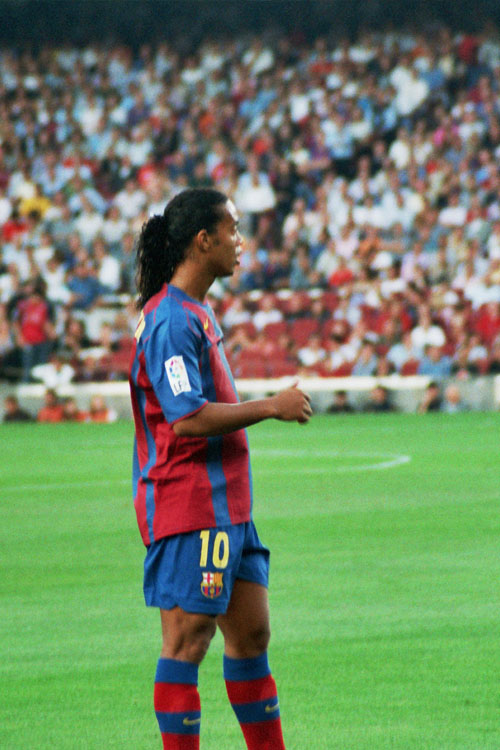
Ronaldinho, vincitore del Pallone d'oro 2005

L’edizione 2005 del Pallone d'oro, 50ª edizione del premio calcistico istituito dalla rivista francese France Football, fu vinta dal brasiliano Ronaldinho (Barcellona).
I giurati che votarono furono 52, provenienti da Albania, Andorra, Armenia, Austria, Azerbaigian, Belgio, Bielorussia, Bosnia ed Erzegovina, Bulgaria, Cipro, Croazia, Danimarca, Estonia, Finlandia, Francia, Galles, Georgia, Germania, Grecia, Inghilterra, Irlanda, Irlanda del Nord, Islanda, Isole Fær Øer, Israele, Italia, Kazakistan, Lettonia, Liechtenstein, Lituania, Lussemburgo, Macedonia, Malta, Moldavia, Norvegia, Paesi Bassi, Polonia, Portogallo, Repubblica Ceca, Romania, Russia, San Marino, Scozia, Serbia e Montenegro, Slovacchia, Slovenia, Spagna, Svezia, Svizzera, Turchia, Ucraina e Ungheria.